# Orikuchi Shinobu

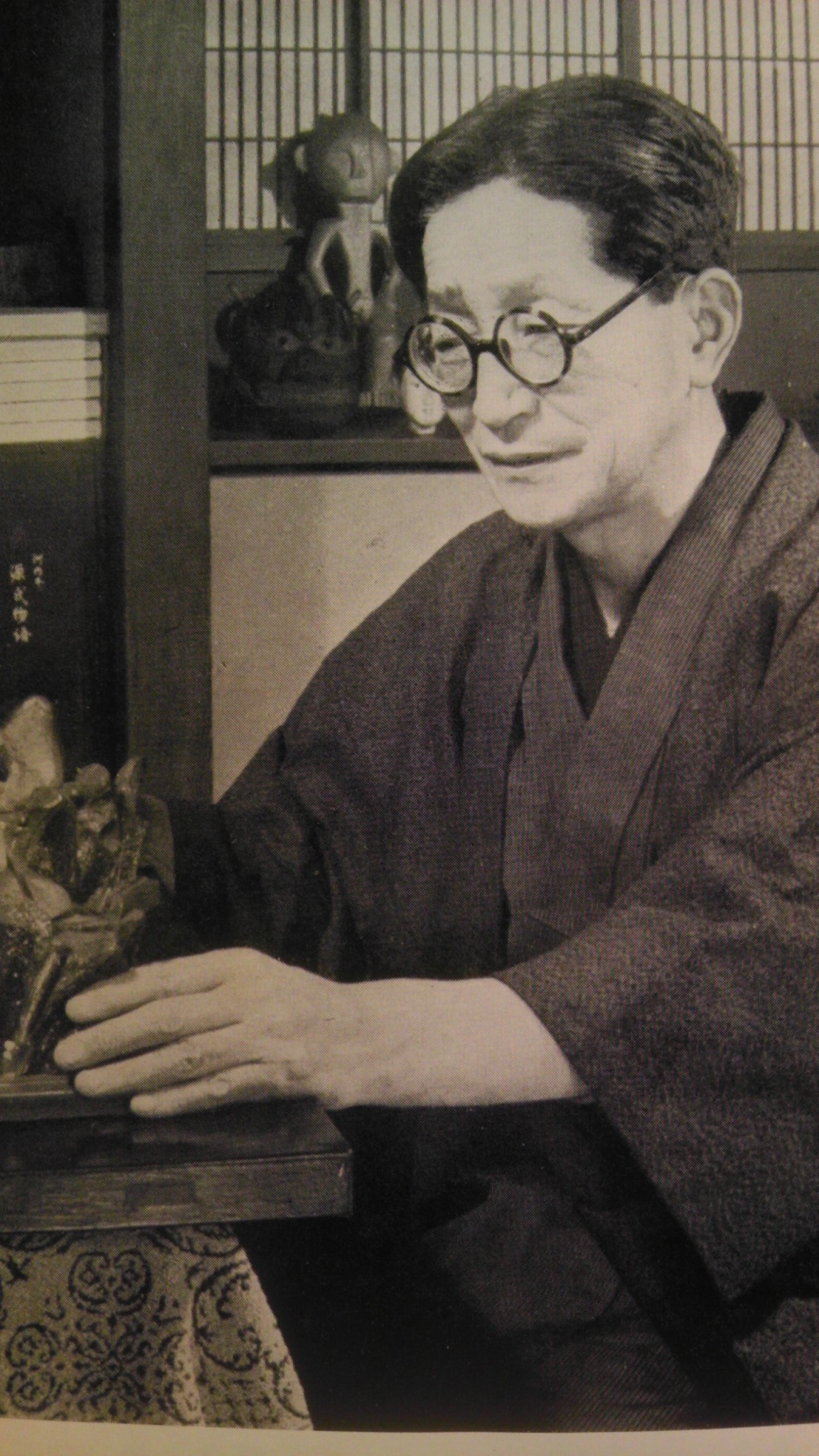
Orikuchi Shinobu

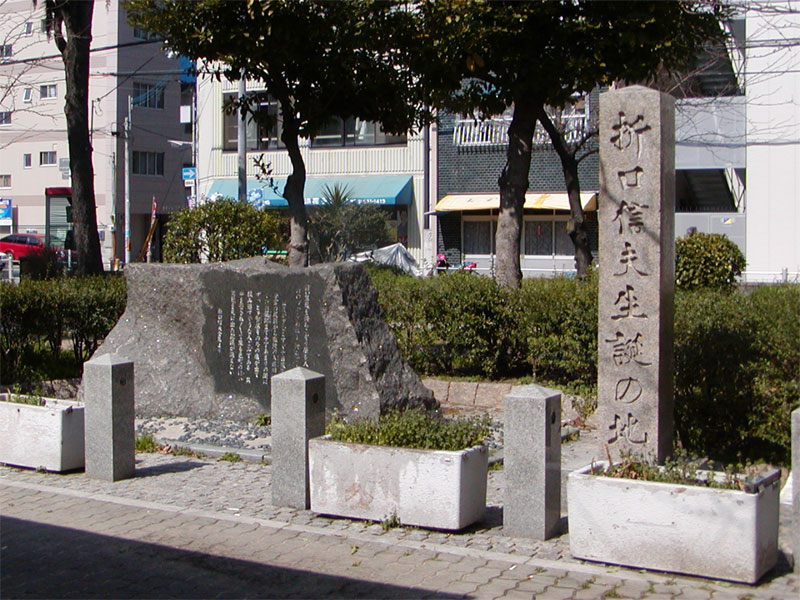
Literatur- und Steindenkmal an Orikuchis Geburtsstätte in Osaka

Orikuchi Shinobu (japanisch 折口 信夫; fälschlich auch Origuchi Nobuo gelesen; * 11. Februar 1887 in Kizu, Nishinari-gun (heute: Osaka); † 3. Mai 1953) war ein japanischer Schriftsteller und Literaturwissenschaftler.

## Leben
Der Kaufmannssohn Orikuchi studierte bis 1910 an der Kokugakuin-Universität. Er unterrichtete einige Zeit in Osaka und lernte dann in Tokio in einer von Nitobe Inazō geleiteten Studiengruppe für japanische Volkskultur den Ethnologen Yanagita Kunio kennen. Diese Begegnung regte ihn zu eigenen Studien an, und 1917 veröffentlichte er die Schrift Kōyaku man’yōshū („Die mündliche Überlieferung des Man’yōshū“). 1920 wurde er Dozent, im folgenden Jahr Professor an der Kokugakuin-Universität. Seit 1928 unterrichtete er außerdem an der Keiō-Universität.
Nach dem Zweiten Weltkrieg gab Orikuchi Einführungskurse in den Shintoismus an der Kokugakuin-Universität. Er entwickelte eine neue Sicht auf den Shintoismus und führte neue Ideen und Begriffe in die wissenschaftliche Debatte ein.
Als Lyriker publizierte Orikuchi unter dem Namen Shaku Chōkū (釈 迢空). Er veröffentlichte u. a. die Liedsammlungen Umi yama no aida und Iwoguna, die Gedichtanthologie Kodai kan’aishū und den Roman Shisha no sho, zudem auch literaturtheoretische Schriften wie Kodai kenkyū. Eine Gesamtausgabe seiner Werke erschien unter dem Titel Orikuchi Shinobu zenshū.

## Werke
- Umi Yama no Aida (海やまのあひだ) – Tanka
- Haru no Kotobure (春のことぶれ) – Tanka
- Shisha no Sho (死者の書)
- Kodai Kenkyū (古代研究)
- Kabuki San (かぶき讃)